# アーリントンパーク競馬場
アーリントンパーク競馬場(アーリントンパークけいばじょう , Arlington Park Race Track)は、アメリカ合衆国イリノイ州アーリントンハイツにあった競馬場。アーリントンミリオンステークスを開催する競馬場として知られていた。

## 概要と歴史

The grandstand at Arlington International Racecourse, Arlington Heights, Illinois

アーリントンパーク競馬場があるアーリントンハイツは、イリノイ州の大都市シカゴから近く、またシカゴ・オヘア国際空港にも近いことからシカゴの観光地のひとつとして親しまれていた。
1927年の開設以来、積極的に新しい設備の導入を行っている競馬場でもある。電子式のオッズ掲示板や拡声器による実況中継、写真判定用カメラやゲート式発馬機などを初めて取り入れたのもアーリントンパークであった。また、1981年に世界初の「100万ドル競走」となったバドワイザーミリオンステークス（現在のアーリントンミリオンステークス）を創設した。
1985年、小規模の火災が起こり、メインスタンドとクラブハウスを完全に破壊した。しかしその後に再建されたスタンドは、とても素晴らしいと好評を得た。
しかし、競馬人気の低迷やスタンドの火災事故などもあって、競馬場は何度か所有者を転々とすることになり、1998年と1999年の2年間は開催を休止している。その後チャーチルダウンズ社の所有となって、2000年より開催は再開されている。
2002年にはブリーダーズカップを開催している。
2021年2月23日、所有するチャーチルダウンズ社が同競馬場の売却を開始。同競馬場の売却に伴う再開発により廃止の可能性があると『Blood Horse』などで報道される。
2021年7月30日、同年9月25日の開催を以って同競馬場を廃止することが正式に決定。同日の開催を以て閉鎖された。9月29日、所有するチャーチルダウンズ社は同競馬場の326エーカーに及ぶ敷地をNFLシカゴ・ベアーズへ1億9720万ドル（約220億円）で売却した。

## コース
楕円形の左回りコース。直線は約313.3メートル。
2007年から、ダートコースに全天候型馬場用素材を導入している。
- ダートコース（外周）

1周1マイル1ハロン(9ハロン・約1800メートル)
- 芝コース（内周）

1周 7 1/2ハロン(7.5ハロン・約1508メートル)

## 主な競走
G1
- アーリントンミリオンステークス
- ビヴァリーD.ステークス
- ブルースD.ステークス

G2
- ワシントンパークハンデキャップ

G3
- アーリントンハンデキャップ
- アーリントンメイトロンハンデキャップ
- アーリントンオークス
- アーリントンワシントンラッシーステークス
- シカゴブリーダーズカップ
- 阪神カップ（姉妹競馬場の日本・阪神から）
- モデスティハンデキャップ
- パッカーアップステークス
- スターズアンドストライプスターフハンデキャップ

G外
- アメリカンダービー
- アーリントンワシントンフューチュリティステークス[4]
- アーリントンクラシックステークス[5]

## 姉妹提携競馬場
- 阪神競馬場(兵庫県宝塚市)
- ニューベリー競馬場(バークシャー、ニューベリー)

阪神競馬場では交換競走としてアーリントンカップが2024年まで開催されていた。